# Залузька сільська рада (Білогірський район)
50°4′8″ пн. ш. 26°31′25″ сх. д. / 50.06889° пн. ш. 26.52361° сх. д.

Залузька сільська́ ра́да — колишня територіально-адміністративна одиниця ліквідованого Білогірського району Хмельницької області, Україна. Центром сільради є село Залужжя. Рада утворена у 1921 році. У 2020 році приєднана до складу Білогірської селищної громади.

## Основні дані
Сільська рада розташована у східній частині Білогірського району, на північний схід від районного центру Білогір'я, на лівому березі річки Горинь.
Населення сільської ради становить — 1 279 осіб (2001). Загальна площа населених пунктів — 5,69 км², сільської ради, в цілому — 46,61 км². Середня щільність населення — 27,44 осіб/км².

### Населення
Зміна чисельності населення за даними переписів і щорічних оцінок:
| Роки      | 1984  | 2001   | 2010   | 2011   |
| --------- | ----- | ------ | ------ | ------ |
| Населення | 3 120 | ▼1 279 | ▼1 157 | ▼1 102 |

## Адміністративний поділ
Залузькій сільській раді підпорядковуються 4 населених пункти, села:
- Залужжя
- Вікентове
- Корниця
- Шельвів

## Господарська діяльність
Основним видом господарської діяльності населених пунктів сільської ради є сільськогосподарське виробництво. Воно складається із філії відділу № 13 ТОВ «Україна-2010», фермерських (одноосібних) та індивідуальних присадибних селянських господарств. Основним видом сільськогосподарської діяльності є рослинництво вирощування зернових та технічних культур; допоміжним — вирощування овочевих культур та виробництво м'ясо-молочної продукції.
На території сільради працює сім магазинів, загально-освітня школа I–III ст., загально-освітня школа I ст., будинок культури, Залузьке поштове відділення, АТС, два фельдшерсько-акушерських пункти (ФАП), водогін — 1,5 км.
На території сільради діє церква «Олександра Невського» Української православної церкви.

## Автошляхи та залізниці
Протяжність комунальних автомобільних шляхів становить 14,7 км, з них:
- із твердим покриттям — 12,0 км;
- із асфальтним покриттям — 0 км;
- із ґрунтовим покриттям — 2,7 км.

Протяжність доріг загального користування 16,0 км:
- із твердим покриттям — 12,0 км;
- із асфальтним покриттям — 4,0 км;

Найближча залізнична станція: Жижниківці (в селі Жижниківці), розташована на залізничній лінії Шепетівка-Подільська — Тернопіль.

## Річки
Територією сільської ради, із південного заходу на північний схід, протікає річка Горинь із своєю лівою притокою Бензюрівкою (басейн Прип'яті).

## Історичні та архітектурні пам'ятки
- У селі Корниця — поселення (III-IV століття — черняхівська культура) та городище, в центрі села;
- У селі Шельвів — поселення, урочище «Середній Горбик», (III-IV століття — черняхівська культура);
- Залужжя — курган, за 1 км на схід від села.